# Filip Lončarić
Filip Lončarić (Zagabria, 17 settembre 1986) è un ex calciatore croato, di ruolo portiere.

## Carriera

### Club
Ha esordito nel 2006 con la Dinamo Zagabria.

#### Tromsø
Il 28 gennaio 2016, ha firmato ufficialmente un contratto annuale con i norvegesi del Tromsø.

### Nazionale
Nel 2009 è stato convocato per la prima volta in Nazionale under-21 e fino ad ora ha collezionato 11 presenze.

## Palmarès

### Club

#### Competizioni nazionali
- Campionato croato: 6

Dinamo Zagabria: 2006-2007, 2007-2008, 2008-2009, 2009-2010, 2010-2011, 2011-2012
- Coppe di Croazia: 6

Dinamo Zagabria: 2005-2006, 2006-2007, 2007-2008, 2008-2009, 2010-2011, 2011-2012
- Supercoppe di Croazia: 1

Dinamo Zagabria: 2010

## Statistiche

### Presenze e reti nei club
Statistiche aggiornate al 31 gennaio 2019.
| Stagione               | Club                   | Campionato             | Campionato | Campionato | Coppe nazionali | Coppe nazionali | Coppe nazionali | Coppe continentali | Coppe continentali | Coppe continentali | Supercoppe | Supercoppe | Supercoppe | Totale | Totale |
| Stagione               | Club                   | Comp                   | Pres       | Reti       | Comp            | Pres            | Reti            | Comp               | Pres               | Reti               | Comp       | Pres       | Reti       | Pres   | Reti   |
| ---------------------- | ---------------------- | ---------------------- | ---------- | ---------- | --------------- | --------------- | --------------- | ------------------ | ------------------ | ------------------ | ---------- | ---------- | ---------- | ------ | ------ |
| 2005-2006              | Dinamo Zagabria        | 1.HNL                  | 0          | 0          | CC              | 0               | 0               | -                  | -                  | -                  | -          | -          | -          | 0      | 0      |
| 2006-2007              | Dinamo Zagabria        | 1.HNL                  | 21         | -14        | CC              | ?               | -?              | UCL+CU             | 0                  | 0                  | -          | -          | -          | 21+    | -?     |
| 2007-2008              | Dinamo Zagabria        | 1.HNL                  | 2          | -2         | CC              | ?               | -?              | UCL+CU             | 0                  | 0                  | -          | -          | -          | 2+     | -?     |
| 2008-2009              | Dinamo Zagabria        | 1.HNL                  | 0          | 0          | CC              | ?               | -?              | CU                 | 0                  | 0                  | -          | -          | -          | 0+     | -?     |
| 2009-2010              | Dinamo Zagabria        | 1.HNL                  | 4          | -2         | CC              | ?               | -?              | UEL                | 2                  | -2                 | -          | -          | -          | 6+     | -?     |
| 2010-2011              | Dinamo Zagabria        | 1.HNL                  | 6          | -5         | CC              | ?               | -?              | UCL+UEL            | 1+2                | -2                 | -          | -          | -          | 9+     | -?     |
| 2011-2012              | Dinamo Zagabria        | 1.HNL                  | 3          | 0          | CC              | ?               | -?              | UCL+UEL            | 0                  | 0                  | -          | -          | -          | 3+     | -?     |
| Totale Dinamo Zagabria | Totale Dinamo Zagabria | Totale Dinamo Zagabria | 36         | -23        |                 | ?               | ?               |                    | 5                  | -4                 |            | -          | -          | 41+    | -?     |
| ott. 2012-gen. 2013    | Gaz Metan Mediaș       | L1                     | 3          | -4         | CR              | 0               | 0               | -                  | -                  | -                  | -          | -          | -          | 3      | -4     |
| 2013-2014              | Željezničar            | PL                     | 23         | -21        | CBE             | ?               | -?              | -                  | -                  | -                  | -          | -          | -          | 23+    | -?     |
| 2014-2015              | Osijek                 | 1.HNL                  | 6          | -12        | CC              | 1               | 0               | -                  | -                  | -                  | -          | -          | -          | 7      | -12    |
| 2015-gen. 2016         | Zrinjski Mostar        | PL                     | 3          | -1         | CBE             | ?               | -?              | -                  | -                  | -                  | -          | -          | -          | 3+     | -?     |
| 2016                   | Tromsø                 | ES                     | 16         | -25        | CN              | 4               | -5              | -                  | -                  | -                  | -          | -          | -          | 20     | -30    |
| 2017                   | Tromsø                 | ES                     | 0          | 0          | CN              | 0               | 0               | -                  | -                  | -                  | -          | -          | -          | 0      | 0      |
| 2018                   | Tromsø                 | ES                     | 0          | 0          | CN              | 0               | 0               | -                  | -                  | -                  | -          | -          | -          | 0      | 0      |
| Totale Tromsø          | Totale Tromsø          | Totale Tromsø          | 16         | -25        |                 | 4               | -5              |                    | -                  | -                  |            | -          | -          | 20     | -30    |
| Totale                 | Totale                 | Totale                 | 71         | -61        |                 | 4+              | 0+              |                    | -                  | -                  |            | -          | -          | 64+    | 5+     |